# 陶村 (山口県)
陶村（すえそん）は、かつて山口県吉敷郡南東部に存在した村。
1944年（昭和19年）4月1日に山口市などとの新設合併で消滅した。現在は山口市南東部の一地域となっている。

## 地理
- 吉敷郡の南部、小郡町の東に隣り、東南は鋳銭司村に、西南は名田島村に、北は平川村に各隣接する[1]。山陽道（西国街道）沿いに平地が広がる。基本的には田園地帯である。

## 歴史
- 1889年（明治22年）4月1日 - 町村制の施行により、近世以来の陶村が単独で自治体を形成。
- 1922年3月 - 京都における全国水平社の創立大会に柳井伝一、下枝主税、森岡数雄の3人が出席し帰郷の後、山口県水平社の結成をめざす活動を開始した[2]。
- 1944年（昭和19年）4月1日 - 山口市・大歳村・平川村・秋穂二島村・名田島村・小郡町・嘉川村・阿知須町・佐山村と合併し、改めて山口市が発足。同日陶村廃止。

## 政治
1929年出版の『郷土の誇り 山口県々勢 第3輯』によれば、村長、助役、村会議員は以下の通り。
村長
- 田村種之助[3]

助役
- 吉武雄次[3]

村会議員

| - 中島近蔵（農業） - 中島金槌（農業） - 伊藤練治（農業） - 末廣三四吉（農業） - 八木徳太郎（農業） - 岩本秀吉（農業） | - 西村周平（農業） - 森岡悦治郎（農業） - 柳井藤太郎（農業） - 亀井儀三郎（農業） - 山下儀兵衛（商業） |

（以上定員12名、1名村長兼任）

## 人口
1919年出版の『日本案内 正巻之中』によると、戸数500余、人口3000余。

## 経済

### 産業
主生業は農業だが、粘土質の土地が多いため古来土管・瓦等の製造が盛んである。また牛皮獣肉の産に富む。
農業
『大日本篤農家名鑑』によれば、陶村の篤農家は「西村勝平、光永貞治郎」などがいた。『郷土の誇り 山口県々勢 第3輯』では村会議員や村長をつとめた田村種之助を「極めて温厚な篤農家」として紹介している。
商工業
- 金銭貸付業・原田長蔵[6]
- 屠畜業・渡邊俊蔵[6]

## 医療
医師
- 八木源作[7]
- 原田貞一[7]

## 現況、その他
合併後は山口市の南東部の一地域（陶地区）となり、市の地域交流センターが置かれている。

## 出身・ゆかりのある人物

### 政治・経済・行政
- 田村種之助（農業、政治家・村長）[3]
- 吉武雄次（役場書記、助役）[3]
- 柳井政雄（部落解放運動家、実業家、政治家、ヤクザ） - 小郡大正町の小郡商事代表者。柳井等の兄、ファーストリテイリング代表取締役会長兼社長柳井正の伯父にあたる。
- 柳井等（実業家） - 宇部でメンズショップ小郡商事を創業。柳井正の父。

### その他
- 下枝主税 - 山口県水平社創立に尽力。
- 森岡数雄 - 同上。
- 柳井傳一 - 同上。柳井政雄の叔父、柳井正の大叔父。